# Eupilio
Eupilio (lombardul: Eupili) település Olaszországban, Lombardia régióban, Como megyében. Lakosainak száma 2562 fő (2023. január 1.). Eupilio Canzo, Cesana Brianza, Erba, Pusiano, Bosisio Parini, Longone al Segrino és Merone községekkel határos.

## Népesség
A település lakossága az elmúlt években az alábbi módon változott:
| Lakosok száma | 2609 | 2610 | 2562 |
|               | 2017 | 2018 | 2023 |